# 持地六三郎
持地 六三郎（もちじ ろくさぶろう、1867年9月15日（慶応3年8月18日） - 1923年（大正12年）8月16日）は明治時代から大正時代にかけての日本の統治地域官僚。

## 経歴
福島県出身。1893年（明治26年）7月、東京帝国大学法科大学を卒業。大蔵属、内務属を経て、1894年（明治27年）に山口高等中学校教授に任じられた。1897年（明治30年）、石川県参事官に転じ、同県書記官、文部省視学官、同省参事官、台南県書記官、台湾総督府参事官を歴任。1909年（明治42年）から台湾総督府通信局長を務めた。その後、朝鮮総督府に転じ、土木局長を務めた後、1917年（大正6年）から逓信局長官、逓信局長を務めた。退官後、1921年（大正10年）12月28日、錦鶏間祗候を仰せ付けられた。

## 親族
- 高橋親吉 - 長女の夫。高雄州知事、台湾総督府殖産局長、台北州知事。

## 著作
著書
- 『経済通論』 冨山房、1896年7月
  - 『経済通論』 冨山房、1897年5月再版
- 『支那問題と国民の覚悟』 広文堂書店、1901年11月
- 『経済一夕話』 冨山房、1902年4月
- 『経済教科書』 冨山房、1902年10月
- 『中等教育 法制教科書』 岩田宙造共著、大日本図書、1902年6月
- 『中等教育 経済教科書』 大日本図書、1902年6月
- 『法制及経済 附研究法』 同文館〈教育研究叢書〉、1903年10月
- 『台湾殖民政策』 冨山房、1912年7月
  - 阿部洋ほか編 『日本植民地教育政策史料集成 台湾篇第20巻』 龍溪書舎、2009年7月 - 抄録
- 『日本植民地経済論』 改造社、1926年6月

訳書
- 『経済学評論』 威徳瓦蘭杜原著、経済雑誌社、1890年5月
Edward Clark Lunt. The present condition of economic science and the demand for a radical change in its method and aim. の翻訳。

## 関連文献
- 金子文夫 「持地六三郎の生涯と著作」（『台湾近現代史研究』第2号、台湾近現代史研究会、1979年8月）
- 駒込武著 『植民地帝国日本の文化統合』 岩波書店、1996年3月、ISBN 4000029592
- 「総督府官僚の台湾統治構想と統計調査 : 持地六三郎の台湾認識」（佐藤正広著 『帝国日本と統計調査 : 統治初期台湾の専門家集団』 岩波書店、2012年3月、ISBN 9784000099202）

| 公職                       | 公職                                                          | 公職                       |
| -------------------------- | ------------------------------------------------------------- | -------------------------- |
| 先代 逓信局長官 池田十三郎 | 朝鮮総督府逓信局長 1919年 - 1920年 逓信局長官 1917年 - 1919年 | 次代 竹内友治郎            |
| 先代 （新設）              | 朝鮮総督府土木局長 1912年 - 1917年                            | 次代 宇佐美勝夫            |
| 先代 鹿子木小五郎          | 台湾総督府通信局長 1909年 - 1910年                            | 次代 局長事務取扱 鈴木三郎 |
| 先代 校長 田中敬一         | 台湾総督府国語学校長心得 1906年 - 1907年                      | 次代 校長 本荘太一郎       |
| 先代 局長 中村是公         | 台湾総督府総務局長心得 1906年 - 1907年                        | 次代 局長 大島久満次       |